# Rosen für Bettina
Rosen für Bettina ist ein deutscher Spielfilm aus dem Jahre 1956 von G. W. Pabst. Die Hauptrollen spielten Elisabeth Müller, Willy Birgel und Ivan Desny.

## Handlung
Bettina Sanden hat es in ihrem Beruf weit gebracht, als Solotänzerin an der Oper hat sie ihren künstlerischen Olymp erklommen. Der Ballettabend mit ihr als Star der Nussknacker-Suite und des Boléro erhielt frenetischen Applaus, und sie genießt, an der Seite ihres Ballettmeisters Kostja Tomkoff, der zugleich ihr Liebhaber ist, den überwältigenden Erfolg. Doch eines Tages werfen starke Schmerzen, die sie auf einmal spürt, einen großen Schatten auf ihr künstlerisches wie persönliches Glück. Sie konsultiert daraufhin einen Arzt. Der hoch angesehene Medizinprofessor Förster muss Bettina die schreckliche Nachricht eröffnen, dass sie an Kinderlähmung erkrankt sei und die Chance auf Heilung eher gering ist. Bettina Sanden ist am Boden zerstört, sie weiß, dass sie zukünftig ihre Tanzkarriere an den Nagel wird hängen müssen. Zu allem Unglück erweist sich auch noch Kostja als ausgesprochen schlechter Freund, denn in dieser Stunde der Not lässt er sie allein und im Stich.
Tomkoff wendet sich derweil einer anderen Frau zu und reist nach Barcelona ab. Seine Neue heißt Irene Gerwig und ist nicht nur jünger als Bettina, sondern zu allem Unglück auch noch die Nutznießerin ihrer Krankheit und Bettinas Nachfolgerin als Solotänzerin. Während Bettina nach und nach der Glauben an das Leben verlässt und auch nicht mehr gehen kann, erweist sich der deutlich ältere Prof. Förster als wahrer Freund in der Not. Als sie angesichts der psychischen Belastung einen schweren Rückfall erleidet, ist es Förster, der dafür sorgt, dass Bettina in sein Sanatorium aufgenommen wird. Die gute oberbayerische Luft und die fürsorgliche Behandlung durch den Chefarzt lassen Bettina allmählich genesen, zumal Prof. Förster ihr eines Tages seine Liebe gesteht. Endgültig geheilt, nimmt Bettina Sanden leichten Herzens Abschied von ihrer Bühnenkarriere und beschließt, die Ehefrau an der Seite ihres Retters zu werden.

## Produktionsnotizen
Rosen für Bettina entstand zwischen dem 11. Januar und dem 16. März 1956 im oberbayerischen Murnau sowie im Bavaria-Atelier in München-Geiselgasteig und im Carlton-Atelier München-Tulbeckstraße. Otto Pischinger und seine Frau Herta Hareiter entwarfen die Filmbauten, Franz Hofer war einfacher Kameramann unter Franz Kochs Chefkamera. Es tanzten Natascha Trofimowa, Annette Chappell, Heino Hallhuber und das Ballett der Bayerischen Staatsoper. Klaus Stapenhorst war Produktionsleiter
Der Film wurde am 28. März 1956 in den Münchner Kammer-Lichtspielen uraufgeführt, am 29. März dann im Hamburger Waterloo. Am 5. März 1963 erfolgte die erste Fernsehausstrahlung auf DFF 1 (DDR).

## Kritiken
„Eine Tänzerin (Elisabeth Müller) wird von der Kinderlähmung befallen – und so kann G. W. Pabst, der Regisseur, zwischen zwei Lieblingsstätten des Films, Bühne und Krankenhaus, hin- und herpendeln. Doch die vorzüglichen Ballettszenen und die korrekten medizinischen Details umranken nur ein dürftiges, konventionelles Liebesleid samt Tröstung durch den Arzt und Retter (Willy Birgel). Die Hollywood-Aspirantin Elisabeth Müller verwechselt die bösartige Infektionskrankheit mit schierer Hysterie.“

„Schon der Titel erweckt bewährte Assoziationen. Männer in weißen Kitteln; das zieht. Krankenhaus allerneuester luxuriöser Bauart. Obendrein der Film einer Tänzerin. Diesmal nicht die übliche Lungenschwindsucht, diesmal spinale Kinderlähmung, denn von diesem Thema ging man ja aus. Während die kranke Tänzerin daniederliegt, sucht ihr bisher nächster Mensch und Arbeitskamerad, der Choreograph des Balletts, das Weite (bis Barcelona) und eine andere Tänzerin, worauf der gütige Arzt (Willy Birgel) die Genesene und wieder Gehende im Auto in ein neues Leben führt. Wie diese Menschen in dieser sterilen Atmosphäre inzwischen miteinander umgingen, das ist sehr unglaublich und ungemütlich und sehr fern vom Ernst des Themas. Lange Tanzpassagen zu Tschaikowskijs ‚Nußknacker-Suite‘ und Ravels ‚Boléro‘ müssen darüber hinwegtragen.“

„Der konstruiert wirkende Unterhaltungsfilm – eine Routinearbeit von G.W. Papst – enthält zwei Ballettaufführungen der Münchner Staatsoper.“